# Tephroseris hyperborealis
Tephroseris hyperborealis là một loài thực vật có hoa trong họ Cúc. Loài này được (Greenm.) Barkalov miêu tả khoa học đầu tiên năm 1992.